# Bryan Shelton
Bryan Shelton (Huntsville, 22 december 1965)  is een voormalig Amerikaanse tennisspeler die tussen 1989 en 1997 als prof uitkwam op de ATP-tour.
Shelton won in het enkelspel het ATP-toernooi van Newport in 1991 en 1992.
In het dubbelspel won Shelton de toernooien van Mexico-Stad in 1994 en Adelaide in 1997. In 1992 verloor Shelton aan de zijde van Lori McNeil de gemengddubbelspelfinale van Roland Garros met 2-6, 3-6  van het duo Arantxa Sánchez Vicario/Mark Woodforde.
Shelton speelde voor zijn profcarrière college-tennis in de Verenigde Staten voor de Georgia Tech,waar hij na zijn carrière aan de slag ging als coach van het damestennisteam.

## Finales

### Enkelspel
| Legenda                       | Legenda               |
| ----------------------------- | --------------------- |
| Grand Slam                    |                       |
| Olympische Spelen             |                       |
| tot 2009                      | vanaf 2009            |
| Tennis Masters Cup            | ATP Finals            |
| ATP Masters Series            | ATP Tour Masters 1000 |
| ATP International Series Gold | ATP Tour 500          |
| ATP International Series      | ATP Tour 250          |

| Nr.              | Datum        | Toernooi    | Ondergrond | Tegenstander in finale | Score         | Details |
| ---------------- | ------------ | ----------- | ---------- | ---------------------- | ------------- | ------- |
| Gewonnen finales |              |             |            |                        |               |         |
| 1.               | 14 juli 1991 | ATP Newport | Gras       | Javier Frana           | 3-6, 6-4, 6-4 | Details |
| 2.               | 12 juli 1992 | ATP Newport | Gras       | Alex Antonitsch        | 6-4, 6-4      | Details |
| Verloren finales |              |             |            |                        |               |         |
| 1.               | 2 mei 1993   | ATP Atlanta | Gravel     | Jacco Eltingh          | 6-7(1), 2-6   | Details |

### Dubbelspel
| Nr.                           | Datum            | Toernooi        | Ondergrond | Partner           | Tegenstanders in finale        | Score       | Details |
| ----------------------------- | ---------------- | --------------- | ---------- | ----------------- | ------------------------------ | ----------- | ------- |
| Gewonnen finales heren dubbel |                  |                 |            |                   |                                |             |         |
| 1.                            | 27 februari 1994 | ATP Mexico-Stad | Gravel     | Francisco Montana | Luke Jensen Murphy Jensen      | 6-3, 6-4    | Details |
| 2.                            | 5 januari 1997   | ATP Adelaide    | Hardcourt  | Patrick Rafter    | Todd Woodbridge Mark Woodforde | 6-4 1-6 6-3 | Details |
| Verloren finales heren dubbel |                  |                 |            |                   |                                |             |         |
| 1.                            | 15 juli 1990     | ATP Newport     | Gras       | Todd Nelson       | Darren Cahill Mark Kratzmann   | 6-7, 2-6    | Details |

## Prestatietabel
| Legenda | Legenda                          |
| ------- | -------------------------------- |
| g.t.    | geen toernooi gehouden           |
| l.c.    | lagere categorie                 |
| –       | niet deelgenomen                 |
| G       | uitgeschakeld in de groepsfase   |
| 1R      | uitgeschakeld in de eerste ronde |
| 2R      | uitgeschakeld in de tweede ronde |
| 3R      | uitgeschakeld in de derde ronde  |
| 4R      | uitgeschakeld in de vierde ronde |
| KF      | uitgeschakeld in de kwartfinale  |
| HF      | uitgeschakeld in de halve finale |
| F       | de finale verloren               |
| W       | het toernooi gewonnen            |
| w-v     | winst/verlies-balans             |

### Prestatietabel grand slam, enkelspel
| Toernooi        | 1989 | 1990 | 1991 | 1992 | 1993 | 1994 | 1995 | 1996 | 1997 |
| --------------- | ---- | ---- | ---- | ---- | ---- | ---- | ---- | ---- | ---- |
| Australian Open | –    | –    | 2R   | 1R   | 1R   | 1R   | 1R   | –    | 1R   |
| Roland Garros   | –    | –    | –    | 1R   | 1R   | 2R   | 1R   | –    | –    |
| Wimbledon       | 1R   | 3R   | –    | 3R   | 2R   | 4R   | 2R   | –    | –    |
| US Open         | 2R   | 1R   | 1R   | 1R   | 1R   | 1R   | 1R   | –    | –    |

### Prestatietabel grand slam, dubbelspel
| Toernooi        | 1990 | 1991 | 1992 | 1993 | 1994 | 1995 | 1996 | 1997 |
| --------------- | ---- | ---- | ---- | ---- | ---- | ---- | ---- | ---- |
| Australian Open | –    | 2R   | 1R   | 1R   | 2R   | 1R   | –    | 1R   |
| Roland Garros   | 3R   | –    | 1R   | 2R   | 1R   | 1R   | –    | –    |
| Wimbledon       | –    | 1R   | 2R   | 2R   | 3R   | 1R   | –    | –    |
| US Open         | 1R   | 1R   | 2R   | 2R   | 2R   | 1R   | 1R   | 1R   |